# 洪欉
洪欉（？—1864年），福建省臺灣府彰化縣北投埔人（今南投縣草屯鎮），清朝民变领袖。

## 生平
洪欉本是當地的富農，族大勢強，加上創設的鏢局與團練的組織，於是迅速成為當地有勢力的仕紳。
1861年，位於彰化的富商戴潮春起事於彰化。因為戴潮春所歸屬的八卦會與天地會會眾頗眾，起事的數萬人攻佔彰化，斗六等地。
因為阿罩霧林家支持官軍，林家坐擁上谷地區，勢力強大，但與周遭豪族常有利益衝突、關係不睦:111-114；譬如阿罩霧林家和戴萬桂（戴潮春兄長）曾因爭搶田租，爆發械鬥、北投（今南投縣草屯鎮）洪家則因掌握「霧峰水圳」，傳阿罩霧人對取水條件不滿，洪家首領洪番因此被阿罩霧人殺害，雙方暴力事件頻傳。:133-136
洪欉見機，基於洪家與阿罩霧的林家私怨，於是也於草屯當地響應，參與阿罩霧攻防戰，後被戴潮春封為「北王總制大元帥」。
1863年11月清官軍丁曰健將彰化重新拿回後，洪欉繼續佔領大肚等地區，並在草屯北勢湳地區，戰勝清官軍。12月，戴潮春被捕殺後，隔年的1864年3月，洪欉再於大肚起事。
洪欉死後，其弟洪璠繼續佔據北勢湳。不過經過清官軍的圍攻，12月22日，洪璠亦被捕殺。
林錫爵是洪璠的女婿。清台灣道時，丁曰健以族誅之刑責恐嚇北投埔林錫爵加入清的陣營，並書寫了刑期「無刑」來保證林家的安全。洪家敗後，林錫爵多方奔走，謀求保全洪璠，未果。林錫爵妻子因此吃素，終其一生也斷絕林洪兩家的聯姻。